# Правовой статус Севастополя
Правовой статус Севастополя является предметом разногласий между Россией, контролирующей его территорию, и Украиной,  частью которой Севастополь рассматривается большинством стран-членов ООН. В Севастополе расположены военно-морские базы Черноморского флота ВМФ Российской Федерации.
Согласно Конституции Российской Федерации, Севастополь — город федерального значения в составе Российской Федерации. Согласно Конституции Украины, Севастополь является городом со специальным статусом в составе Украины.
После распада Советского Союза Севастополь вошёл в состав независимой Украины и стал городом базирования Черноморского флота ВМФ России и Военно-морских сил Украины, сформированных из Черноморского флота ВМФ СССР. В феврале—марте 2014 года Севастополь был включён в состав Российской Федерации.

## История

### Статус Севастополя в конце XVIII — середине XX века
Петербург, поставленный у Балтики, — северная столица России, средняя — Москва, а Херсон Ахтиярский да будет столица полуденная [южная] моей Государыни.
Из письма Г. А. Потёмкина Екатерине II от 13 (24) июня 1783
С момента своего основания в 1783 году Севастополь выполнял функции главной базы Черноморского флота (оперативно-стратегическое объединение ВМФ Российской империи). В 1787 году, спустя четыре года после основания, за Севастополем окончательно был закреплён статус военно-морской базы; органы гражданского управления переместились в Симферополь. Тем самым уже с 1787 года Севастополь был выделен, отделён от местного областного подчинения Таврической области и фактически причислен к военно-морским портам общегосударственного значения, подчинённым непосредственно Санкт-Петербургу. Севастополь представлял собой отдельный административный округ. Управление городом находилось в руках военно-морской администрации, назначаемой непосредственно из Петербурга. Во главе стоял генерал-губернатор, который одновременно являлся и командующим Черноморским флотом.
В 1789 году в городе было сформировано портовое управление, в 1804 году — главное управление Черноморского флота, а с назначением адмирала Ушакова начальником флота и порта развёрнуто большое военно-морское и крепостное фортификационное строительство.
Указом Императора Александра I Правительствующему Сенату от 23 февраля (6 марта) 1804 года Севастополю был придан статус «главного военного порта», в который был запрещён вход «купеческим» кораблям. Исключение было сделано только для кораблей, терпящих бедствие или нуждающихся в починке, по окончании которой им предписывалось немедленно оставлять порт. С 30 апреля 1809 года Севастополь был объявлен главной черноморской крепостью и в нём стал подниматься особый крепостной флаг, одинаковый с крепостными флагами имперского значения в Кронштадте, Выборге и Свеаборге.
По Парижскому миру 1856 года России было запрещено держать флот в Севастополе, и он до 1871 года был превращён в торговый город и таможенную станцию. В 1871 году, после отмены Парижского мира, император Александр II подписал указ о восстановлении Севастополя как главного военно-морского порта России на Чёрном море. Но практически фортификационные работы были начаты только в середине 80-х годов XIX века. И лишь в 1890 году повелением императора от 17 мая Севастополь получил статус крепости 3-го класса, а спустя год, 30 апреля 1891 года, в нём вновь был поднят крепостной флаг. Наконец, спустя два года было формально полностью завершено определение имперского статуса Севастополя как крепости, города и порта: 26 июля 1893 года для него был утверждён особый герб, принципиально отличавшийся от всех других городских гербов тем, что его структура и эмблемы были не городского и тем более не обычного губернского или областного, а явно общегосударственного значения: щит — красного, регального цвета, как и у Москвы, за щитом — два скрещённых золотых якоря, как у крупных портовых городов, например у Петербурга, а в качестве эмблемы — грифон, то есть родовая гербовая эмблема дома Романовых, причём с обратными финифтями (цветом): у Романовых красный грифон на серебряном поле, а у Севастополя — серебряный грифон на красном поле, что означало особую историческую преемственность, то есть не преемственность династическую, или родовую, а преемственность в силу государственной истории, в силу особых военно-исторических государственных связей.
Декретом ВЦИК от 18 октября 1921 года в границах Крымского полуострова была образована Крымская Автономная Советская Социалистическая Республика, в которую были включены Джанкойский, Евпаторийский, Керченский, Севастопольский, Феодосийский и Ялтинский округа.
4 июня 1937 года Севастополь стал городом республиканского подчинения Крымской АССР. В июне 1945 года, после упразднения Крымской АССР, Севастополь вошёл в состав Крымской области.

### Статус Севастополя в 1948—1954 годах
В соответствии с пунктом 57 постановления Совета министров СССР № 403 от 25 октября 1948 года «О мероприятиях по ускорению восстановления Севастополя» и указом Президиума Верховного Совета РСФСР от 29 октября 1948 года № 761/2 «О выделении города Севастополя в самостоятельный административно-хозяйственный центр» Севастополь был «отнесён к категории городов республиканского подчинения». Подпунктом «а» пункта 8, и пунктом 59 постановления Совета министров СССР от 25 октября 1948 года на Совет Министров РСФСР, министерство Вооружённых Сил СССР, министерство строительства военных и военно-морских предприятий СССР и ряд «соответствующих министерств и ведомств» возлагалось руководство работами по восстановлению Севастополя и Севастопольской военно-морской базы. 29 октября 1948 года Совет Министров РСФСР постановил «выделять город Севастополь в государственном плане и бюджете отдельной строкой», а также обязал министерства и ведомства РСФСР совместно с Крымским облисполкомом выделить бюджет и планы строительства и снабжения города Севастополя из бюджета и планов Крымской области; это решение было отменено 25 апреля 1968 года.
Принятые в 1948 году акты СССР и РСФСР по Севастополю, по мнению российских исследователей[каких?], вывели его из состава Крымской области, наделив город статусом, равным статусу области. По мнению украинских исследователей[каких?], указ 1948 года лишь переводил Севастополь в разряд регионов, финансировавшихся напрямую из республиканского бюджета, никак не затрагивая вопросы юридического подчинения и административно-территориального деления.
Отнесение Севастополя к категории городов республиканского подчинения не было зафиксировано в действовавшей тогда Конституции РСФСР 1937 года, поскольку она не содержала перечня городов республиканского подчинения и вообще статус города республиканского подчинения в то время не был чётко определён.
Как пишут российские исследователи[какие?], несмотря на отсутствие в Конституции РСФСР 1937 года понятия «города республиканского подчинения», из ряда действовавших на момент выделения Севастополя нормативных актов следует, что такие города по статусу были равны автономным республикам, краям и областям.
Вместе с тем, Севастополь и далее функционировал как часть Крымской области: после 1948 года жители города продолжали выбирать своих депутатов в Крымский областной совет депутатов трудящихся (в частности, в 1953 году от Севастополя в Крымский областной совет избрался действующий прокурор Крымской области Н. Хламов, а несколько ранее председателем Крымского областного совета стал избранный от Севастополя депутат М. Кузьменко) и все структуры Севастополя продолжали подчиняться области (городская милиция — управлению МВД Крымской области, городская система образования — областному управлению просвещения, городское здравоохранение — областному управлению здравоохранения).

### Статус Севастополя в 1954—1990 годах
В феврале 1954 года Президиум Верховного Совета РСФСР постановил передать Крымскую область Украинской ССР. На церемонии подписания указа присутствовал председатель Севастопольского городского Совета депутатов трудящихся Сергей Сосницкий.

Протокол № 41 заседания Президиума Верховного Совета РСФСР
5 февраля 1954 г.
Учитывая общность экономики, территориальную близость и тесные хозяйственные и культурные связи между Крымской областью и Украинской ССР, Президиум Верховного Совета РСФСР постановляет:
Передать Крымскую область из состава РСФСР в состав Украинской ССР.
Настоящее постановление внести на утверждение Президиума Верховного Совета СССР.

Постановление Президиума Верховного Совета РСФСР от 5 февраля 1954 года «О передаче Крымской области из состава РСФСР в состав УССР», одноимённый Указ Президиума Верховного Совета СССР от 19 февраля 1954 года и Закон СССР от 26 апреля 1954 года по данному вопросу не содержат какого-либо упоминания о Севастополе. Сосницкий, однако, выступая на сессии Севастопольского городского совета, заявил, что город вместе с Крымской областью передан в состав Украинской ССР. Как утверждал секретарь Крымского обкома КПУ Дмитрий Полянский, «у Председателя Президиума ВС СССР Климента Ворошилова было обговорено», что Севастополь и после передачи Крыма останется городом республиканского подчинения, однако на практике исполнительные органы УССР во многих случаях рассматривали Севастополь как город областного подчинения Крымской области. В связи с этим Крымский обком обратился к ЦК КПУ с просьбой о подтверждении статуса Севастополя как города республиканского подчинения УССР, что было поддержано министерствами финансов и коммунального хозяйства УССР и отделом партийных органов ЦК КПУ.
Одним из аргументов сторонников украинской принадлежности Севастополя является ссылка на сборник «СССР, Административно-территориальное деление союзных республик на 1 июля 1967 года». В этом сборнике названы два города республиканского подчинения РСФСР — Москва и Ленинград и два города республиканского подчинения УССР — Киев и Севастополь. Более того, в разделе «Украинская ССР» отдельно выделен «город-герой Севастополь» как «город республиканского подчинения c 1948 года». По их мнению, это означает, что Севастополь после 1954 года сохранил статус города республиканского подчинения, но поменял республику, которой он подчинялся. Однако российские исследователи считают данный аргумент ошибочным, потому что, несмотря на официальный характер данного издания, указанные в нём сведения нельзя признать закрепляющими статус Севастополя как города республиканского подчинения в составе Украины, поскольку указанное издание не имеет характера правового акта. Ещё одним аргументом сторонников украинской принадлежности города является передача в 1954 году Севастопольского горкома КПСС компартии Украины. Однако и этот аргумент оспаривался российскими исследователями. По их мнению, после указа 1948 года городская партийная организация в соответствии со структурой ВКП(б) (c 1952 года — КПСС) была оставлена в составе Крымской областной партийной организации, поэтому в 1954 году в состав Компартии Украины перешли и Крымская и Севастопольская парторганизации.
Безусловным правовым актом, который определял статус Севастополя, была Конституция УССР 1978 года, статья 77 которой однозначно гласила:

Городами республиканского подчинения в Украинской ССР являются Киев и Севастополь.

В принятой в том же году конституции РСФСР в числе городов республиканского подчинения РСФСР назывались только Москва и Ленинград.

### Статус Севастополя в 1990—2014 годах
19 ноября 1990 года, ещё до распада СССР, но уже после принятия союзными республиками деклараций о государственном суверенитете, между РСФСР и УССР был заключён договор сроком на десять лет (с автоматическим продлением на тот же срок каждые десять лет, если ни одна из сторон не заявит о выходе из договора), в соответствии с которым стороны обязались уважать границы между союзными республиками, существовавшие на момент подписания договора. Данный договор прекратил действие с вступлением в силу Договора о дружбе и партнёрстве от 1997 года (см. ниже).
20 января 1991 года в городе был проведён референдум, на котором 97 % жителей высказались за «статус Севастополя — главной базы Черноморского флота, города союзно-республиканского подчинения».
12 февраля 1991 года Верховный Совет УССР принял закон о восстановлении Крымской АССР в границах Крымской области.
На всеукраинском референдуме 1 декабря 1991 года 57,1 % из проголосовавших при явке 63,7 % (итого 36,4 % правоспособных жителей Севастополя) проголосовали за подтверждение Акта от 24.08.1991 о независимости Украины (в Крымской АССР — 54,2 % из проголосовавших при явке 67,5 %, итого 36,6 % правоспособных жителей).
2 декабря 1992 года юридический отдел Верховного Совета РСФСР дал заключение, согласно которому указ Президиума Верховного Совета РСФСР «О выделении города Севастополя в самостоятельный административно-хозяйственный центр» от 29 октября 1948 года не был ни изменён, ни отменён. 7 декабря того же года VII Съезд народных депутатов РФ поручил Верховному Совету Российской Федерации рассмотреть вопрос о статусе города Севастополя. За соответствующее протокольное поручение проголосовало 793 депутата из 835 голосовавших, против — 25, 17 депутатов воздержались и 4 не голосовали. Выполняя это поручение, Верховный Совет Российской Федерации 9 июля 1993 года рассмотрел вопрос о статусе Севастополя, и, большинством в 166 голосов за при одном воздержавшемся и отсутствии голосов против, провозгласил город территорией России («подтвердил российский федеральный статус города в границах городского округа на декабрь 1991 года») и поручил разработать соответствующие поправки в действовавшую на тот момент конституцию РСФСР 1978 года.

Решения российского парламента по статусу города вызвали резко негативную реакцию властей Украины. Президиум Верховной рады Украины 9 декабря 1992 года расценил решение российского Съезда по Севастополю как «очередную откровенную попытку выдвижения территориальных претензий к Украине, грубое нарушение духа и буквы ратифицированных Верховным Советом России соглашений» и заявил, что «город Севастополь является неотъемлемой частью Украины, и потому его статус может быть изменён лишь Украиной, а не другим государством». Президент Украины Леонид Кравчук охарактеризовал решение Верховного Совета России о Севастополе как покушение на территориальную целостность Украины и нарушение Россией своих международных обязательств, а Верховная рада Украины 14 июля объявила это постановление российского парламента не порождающим правовых последствий в отношении Украины и предложила Верховному Совету РФ отменить его. Отмежевалась от решения Верховного Совета РФ по Севастополю и российская исполнительная власть. Президент России Борис Ельцин заявил, что ему «стыдно за это решение» и надо «постепенно и спокойно решать проблемы Черноморского флота и его города-базы», а МИД России 11 июля заявил, что принятое решение расходится с линией президента и правительства России по вопросам Черноморского флота и только усложняет решение вопросов его базирования в Крыму.
20 июля по инициативе Украины было проведено заседание Совета Безопасности ООН. В принятом по его итогам заявлении Совет Безопасности «разделил глубокую обеспокоенность» и приветствовал позицию президента и министра иностранных дел Украины и МИД России по постановлению ВС РФ. Совет Безопасности подтвердил свою приверженность территориальной целостности Украины в соответствии с Уставом ООН и подчеркнул, что в российско-украинском договоре от 19 ноября 1990 года Россия и Украина обязались уважать территориальную целостность друг друга в рамках существующих между ними границ, а постановление парламента России по Севастополю «несовместимо с этим обязательством, равно как и с целями и принципами Устава Организации Объединённых Наций, и не имеет силы».
В условиях противостояния президента и парламента России, вылившегося осенью 1993 года в разгон Верховного Совета, постановление Верховного Совета исполнено не было, а в принятой 12 декабря 1993 года Конституции Российской Федерации упоминание о Севастополе как субъекте Российской Федерации отсутствовало.
23 августа 1994 года Севастопольский городской совет народных депутатов провозгласил «российский статус города» и обратился к властям РФ и Украины с просьбой закрепить его. Решение было отменено Верховной радой Украины.
В принятой 6 мая 1992 года и действовавшей до 1995 года конституции Республики Крым город Севастополь определялся как «неотъемлемая часть Крыма». Особый статус города «определяется соответствующими законодательными актами Республики и не может быть изменён без согласия его граждан», а отношения между властями Республики Крым и Севастополя предполагалось строить на договорной основе. 17 марта 1995 года конституция Крыма была отменена Верховной радой Украины, по поводу чего председатель Верховного Совета Крыма Сергей Цеков 14 апреля 1995 года заявил, среди прочего, что «произведено её [Республики Крым] территориальное расчленение — отделение Севастополя от Крыма».
1 ноября 1995 года была принята новая конституция Республики Крым, в которой город Севастополь вновь определялся как «неотъемлемая часть Крыма», а территорией Республики Крым объявлялась вся «территория Крымского полуострова в границах, определяемых с севера административными границами Херсонской области». Однако 4 апреля 1996 года Верховная рада Украины приняла закон «О Конституции Автономной Республики Крым», которым, в частности, были отменены статья 7 и пункт 3 статьи 107 крымской конституции, содержащие упоминание Севастополя.
28 июня 1996 года была принята новая Конституция Украины, которой Севастополь был отнесён к категории городов, имеющих специальный статус, наряду с Киевом.
24 октября 1996 года Государственная дума в своём обращении к Верховной раде Украины заявила, что на основании указа Президиума Верховного Совета РСФСР от 29 октября 1948 года Россия «вправе осуществлять государственный суверенитет над Севастополем». 5 декабря 1996 года Совет Федерации заявил, что «российская государственность подвергается испытаниям на прочность», «яркое подтверждение» чего — «проблема статуса города Севастополя, ставшая предметом разногласий» между Россией и Украиной. СФ также «выразил озабоченность» тем, что «Украинская Сторона вопреки объективным реальностям не желает обсуждать на переговорах вопрос о российском статусе города Севастополя».
25 декабря 1996 года Министерство иностранных дел РФ в своём письме председателю комитета Совета Федерации по международным делам, подписанном первым заместителем министра В. Пастуховым, заявило, что «вопрос о статусе города Севастополя не является предметом переговоров, ведущихся с украинской стороной. МИД России участвует в переговорах по Черноморскому флоту, на которых в соответствии с Сочинским соглашением от 9 июня 1995 года обсуждаются проблемы, касающиеся параметров раздела ЧФ, статуса и условий пребывания флота на украинской территории, а также взаиморасчётов, связанных с разделом ЧФ и его пребыванием на территории Украины». К письму было приложено заключение правового департамента МИД РФ о статусе города Севастополя, в котором отмечалось:
…Указ 1948 года не выделял территории города Севастополя из состава Крымской области в самостоятельную административно-территориальную единицу в каких-либо границах (об этом свидетельствует, в частности, терминология Указа — «административно-хозяйственный центр», а не «административно-территориальная единица»), а лишь устанавливал принцип его управления и финансирования непосредственно центральными республиканскими властями… Таким образом, можно сделать вывод о том, что территория города в 1954 году входила в состав Крымской области. Соответственно г. Севастополь был передан Украине вместе с Крымской областью.
Договор о дружбе, сотрудничестве и партнёрстве между Российской Федерацией и Украиной, подписанный в 1997 году, предусматривает признание Россией существующих государственных границ Украины, равно как и подписанный в 2003 году Договор между Российской Федерацией и Украиной о российско-украинской государственной границе.
Статус Севастополя как части Украины оспаривался рядом политических движений Крыма и Севастополя (Русское движение Крыма, Русская община Крыма), которые в качестве политической платформы выдвигали лозунги возвращения Севастополя и Крыма в состав России. Аналогичной позиции придерживались и ряд политических сил и деятелей Российской Федерации, с середины 1990-х оказывавших политическую, организационную и финансовую поддержку пророссийским организациям Севастополя. Высшее руководство России с 1997 года и вплоть до 2014 года официальных требований по поводу «возвращения Крыма» или определения статуса Севастополя не предъявляло.

### Включение Севастополя в состав России в 2014 году
6 марта 2014 года на внеочередной сессии Севастопольского городского совета были приняты решения о вхождении города Севастополя в состав Российской Федерации, о поддержке решения Верховного Совета Автономной Республики Крым о проведении общекрымского референдума и о принятии участия города в его проведении 16 марта 2014 года.
11 марта Севастопольский городской совет и Верховный Совет АРК приняли Декларацию о независимости Автономной Республики Крым и города Севастополя, в которой, ссылаясь на Устав ООН и решение Международного суда ООН о правомерности провозглашения независимости Косова, заявили, что в случае принятия на референдуме 16 марта решения о аннексии Крыма (АР Крым и города Севастополя) к России, Крым после референдума будет объявлен независимым государством (Республикой Крым) и в таком статусе обратится к России с предложением о заключении договора о принятии Республики Крым в состав Российской Федерации в качестве нового субъекта Российской Федерации.
16 марта 2014 года был проведён референдум о статусе Крыма, по официальным результатам которого 95,6 % голосовавших жителей Севастополя (при официальной явке 89,5 %) высказались за присоединение к России. 17 марта Севастопольский городской совет по итогам референдума 16 марта попросил российские власти включить город в состав РФ как город федерального значения.
18 марта 2014 года в Георгиевском зале Большого Кремлёвского дворца был подписан договор о вступлении Республики Крым в состав Российской Федерации и об образовании двух новых субъектов Российской Федерации — Республики Крым и города федерального значения Севастополь. Через 3 дня президент России Владимир Путин подписал Федеральный конституционный закон «О принятии в Российскую Федерацию Республики Крым и образовании в составе Российской Федерации новых субъектов — Республики Крым и города федерального значения Севастополя» и Федеральный закон «О ратификации Договора между Российской Федерацией и Республикой Крым о принятии в Российскую Федерацию Республики Крым и образовании в составе Российской Федерации новых субъектов». В статью 65 Конституции РФ, принятой 12 декабря 1993 года, было внесено, наряду с упоминанием о Республике Крым, упоминание города федерального значения Севастополя, а 11 апреля 2014 года новый текст Конституции, включающий Крым и Севастополь, был официально обнародован.
Вместе с тем, закон о принятии новых субъектов в состав РФ не предусматривает образование города федерального значения (имевшее место в случае с Севастополем) при принятии в состав России в качестве нового субъекта иностранного государства или его части. Конституционный суд России, сославшись на статьи 5, 65 и 66 Конституции (устанавливающие соответствующие статусы субъектов РФ) и «учитывая конкретно-исторические особенности, характеризующие формирование различных субъектов Российской Федерации», счёл допустимым принятие Севастополя в состав России как города федерального значения, однако не объявил напрямую, является ли в принципе установленное законом ограничение сохраняющим свою силу или же оно отменено как неконституционное.
Российская аннексия Крыма не была признана Украиной и мировым сообществом. 15 апреля 2014 года Верховная рада приняла закон, который объявил территорию Крыма (и, в частности, Севастополя) как «временно оккупированную Российской Федерацией». Закон предусматривает, что эта территория является неотъемлемой частью территории Украины и на неё распространяется украинское законодательство, однако ответственность за нарушение прав человека, возмещение материального и морального вреда, причинённого данной территории, и охрану культурного наследия на ней возлагается на Российскую Федерацию. Большинство стран-членов ООН также считает аннексию незаконной, что отражено в резолюции Генеральной Ассамблеи ООН о «поддержки целостности Украины в её международно признанных границах» и непризнании изменений статуса АР Крым и Севастополя на основе референдума 16 марта 2014 года.

## Статус Севастополя после аннексии Крыма Россией

### Россия
Согласно официальной позиции России, «в соответствии со свободным и добровольным волеизъявлением народов Крыма на общекрымском референдуме 16 марта 2014 года и Договором о принятии Республики Крым в Российскую Федерацию от 18 марта 2014 года Республика Крым и город Севастополь являются неотъемлемой частью Российской Федерации». Конституция Российской Федерации относит Севастополь к категории городов федерального значения. На территории Севастополя в настоящее время (октябрь 2019 года) нет закрытых административно-территориальных образований и территорий с регламентированным посещением иностранцами.

### Украина
Согласно официальной позиции Украины, «АР Крым и город Севастополь <…> являются <…> неотъемлемой частью суверенного Украинского государства, на которую распространяется действие Конституции и законов Украины», и рассматриваются как «временно оккупированные». Конституция Украины относит Севастополь к категории городов, имеющих специальный статус, определяемый законами Украины.

### Другие государства
Большинство государств занимают позицию, что аннексия Крыма (включая Севастополь) Россией, была незаконной о чём свидетельствует голосование на пленарной сессии ООН по этому поводу, но не устанавливают различий в правовом статусе между Республикой Крым и городом Севастополем; во всяком случае, об установлении таковых сведений нет.